# شيكي
شيكي (باليابانية: 磯城郡 ) هي مقاطعة تقع في محافظة نارا، اليابان.
في عام 2003م بلغ عدد التعداد السكاني 50009 نسمة بكثافة سكانية تبلغ 1607.49 شخص لكل كيلومتر مربع. تبلغ المساحة الاجمالية 31.11 كيلومتر مربع